# Estisch voetbalelftal in 1921
Het Estisch voetbalelftal speelde in totaal twee officiële interlands in het jaar 1921. In het voorafgaande jaar had de nationale ploeg van het Baltische land de eerste officiële interland uit de geschiedenis gespeeld: op 17 oktober 1920 in en tegen Finland (6-0 nederlaag).

## Balans
| Wedstrijden | Wedstrijden | Wedstrijden | Wedstrijden | Doelpunten | Doelpunten | Doelpunten | Punten |
| Gespeeld    | Winst       | Gelijk      | Verlies     | Voor       | Tegen      | Saldo      | Punten |
| ----------- | ----------- | ----------- | ----------- | ---------- | ---------- | ---------- | ------ |
| 2           | 0           | 1           | 1           | 0          | 3          | –3         | 0.500  |

## Interlands
|                                                  |         |       |        |                                                                                          |
| 22 juli Vriendschappelijk № 2 «onderlinge duels» | Estland | 0 – 0 | Zweden | Tiigiveski Spordiplats, Tallinn Toeschouwers: 2.000 Scheidsrechter: Friedrich Akel (EST) |
| 22 juli Vriendschappelijk № 2 «onderlinge duels» |         |       |        | Tiigiveski Spordiplats, Tallinn Toeschouwers: 2.000 Scheidsrechter: Friedrich Akel (EST) |

|                                                      |         |                                                            |         |                                                                                          |
| 28 augustus Vriendschappelijk № 3 «onderlinge duels» | Estland | 0 – 3                                                      | Finland | Tiigiveski Spordiplats, Tallinn Toeschouwers: 2.500 Scheidsrechter: Bengt Sjöström (FIN) |
| 28 augustus Vriendschappelijk № 3 «onderlinge duels» |         | 3' Einar Grannas 9' Vilho Hirvonen 78' (pen.) Verner Eklöf |         | Tiigiveski Spordiplats, Tallinn Toeschouwers: 2.500 Scheidsrechter: Bengt Sjöström (FIN) |

## Statistieken
| August Lass          | 1903-08-16 | JK Kalev Tallinn  | 2 | 0 | 0 | 2 | 0 |
| Verdediging          |            |                   |   |   |   |   |   |
| Arnold Kuulman       | 1895-02-13 | SK Tallinna Sport | 2 | 0 | 0 | 3 | 0 |
| Voldemar Luik        | 1898-11-11 | Tallinna JK       | 2 | 0 | 0 | 2 | 0 |
| Otto Silber          | 1893-03-17 | Tallinna JK       | 2 | 0 | 0 | 3 | 0 |
| Georg Vain           | 0000-00-00 | JK Kalev Tallinn  | 2 | 0 | 0 | 2 | 0 |
| Middenveld           |            |                   |   |   |   |   |   |
| Harald Kaarman       | 1901-12-12 | JK Kalev Tallinn  | 2 | 0 | 0 | 2 | 0 |
| Eduard Jõepere       | 0000-00-00 | Tallinna JK       | 1 | 0 | 0 | 1 | 0 |
| Heinrich Paal        | 1895-06-26 | SK Tallinna Sport | 1 | 0 | 0 | 2 | 0 |
| Aanval               |            |                   |   |   |   |   |   |
| Eduard Ellman-Eelma  | 1902-04-07 | JK Kalev Tallinn  | 2 | 0 | 0 | 2 | 0 |
| Ernst-Aleksandr Joll | 1902-09-16 | JK Kalev Tallinn  | 2 | 0 | 0 | 3 | 0 |
| Vladimir Tell        | 1899-07-27 | SK Tallinna Sport | 2 | 0 | 0 | 3 | 0 |
| Oskar Üpraus         | 1898-10-12 | SK Tallinna Sport | 2 | 0 | 0 | 3 | 0 |

EJL · A-internationals · Bondscoaches · Statistieken · Estisch vrouwenelftal · Olympisch elftal · Estland U21 · Estland U20 · Estland U19 · Estland U18 · Estland U17 · Estland U16
1920 – 1929 ·
1930 – 1939 ·
1940 – 1949 ·
1950 – 1990 · 
1990 – 1999 ·
2000 – 2009 ·
2010 – 2019 ·
2020 − 2029
OS 1924
1920 ·
1921 ·
1922 ·
1923 ·
1924 ·
1925 ·
1926 ·
1927 ·
1928 ·
1929 · 
1930 · 
1931 · 
1932 · 
1933 · 
1934 · 
1935 · 
1936 · 
1937 · 
1938 · 
1939 · 
1940 · 
1941 · 
1942 · 
1943 · 1944 · 
1945 · 
1946 · 
1947 · 
1948 · 
1949 · 
1950 – 1990 · 
1991 · 
1992 · 
1993 · 
1994 · 
1995 · 
1996 · 
1997 · 
1998 · 
1999 · 
2000 · 
2001 · 
2002 · 
2003 · 
2004 · 
2005 · 
2006 · 
2007 · 
2008 · 
2009 · 
2010 · 
2011 · 
2012 · 
2013 · 
2014 · 
2015 · 
2016 ·
2017 ·
2018 ·
2019 ·
2020
Albanië ·
Andorra ·
Angola ·
Antigua en Barbuda ·
Argentinië ·
Armenië ·
Azerbeidzjan ·
België ·
Bosnië-Herzegovina ·
Brazilië ·
Bulgarije ·
Canada ·
Chili ·
China ·
Cyprus ·
Denemarken ·
Duitsland ·
Ecuador ·
Egypte ·
El Salvador ·
Engeland ·
Equatoriaal-Guinea ·
Faeröer ·
Fiji ·
Filipijnen ·
Finland ·
Frankrijk ·
Georgië · 
Gibraltar ·
Griekenland ·
Hongarije ·
Hongkong ·
Ierland ·
IJsland ·
Indonesië ·
Irak ·
Israël ·
Italië ·
Jordanië ·
Kazachstan ·
Kirgizië ·
Kroatië ·
Letland ·
Libanon ·
Liechtenstein ·
Litouwen ·
Luxemburg ·
Malta ·
Marokko ·
Mexico ·
Moldavië ·
Montenegro ·
Nederland ·
Nieuw-Caledonië ·
Nieuw-Zeeland ·
Noord-Ierland ·
Noord-Macedonië ·
Noorwegen ·
Oekraïne ·
Oezbekistan ·
Oman ·
Oostenrijk ·
Polen ·
Portugal ·
Qatar ·
Roemenië ·
Rusland ·
Saint Kitts en Nevis ·
San Marino ·
Saoedi-Arabië ·
Schotland ·
Servië ·
Slovenië ·
Slowakije · 
Spanje ·
Tadzjikistan ·
Thailand ·
Trinidad en Tobago ·
Tsjechië ·
Turkije ·
Turkmenistan ·
Uruguay ·
Vanuatu ·
Venezuela ·
Verenigde Arabische Emiraten ·
Verenigde Staten ·
Vietnam ·
Wales ·
Wit-Rusland ·
Zweden ·
Zwitserland